# Iisalmen Peli-Karhut
Iisalmen Peli-Karhut (IPK) ist ein finnischer Eishockeyklub aus Iisalmi. Die Mannschaft spielt in der Mestis und trägt ihre Heimspiele in der Iisalmen jäähalli aus.

## Geschichte
Iisalmen Peli-Karhut trat erstmals überregional in Erscheinung, als die Mannschaft in der Saison 2010/11 den Aufstieg aus der viertklassigen II-divisioona in die drittklassige Suomi-sarja erreichte. Zuvor war die Mannschaft zweimal in Folge in der Relegation am Aufstieg gescheitert. In ihrer Premierenspielzeit in der Suomi-sarja erreichte die mang Mannschaft erst in der Abstiegsrunde den Klassenerhalt. Seit 2016 spielt der Klub in der Mestis, der zweithöchsten finnischen Spielklasse.